# 奥克兰 (挪威)
奥克兰（挪威語：Orkland）是挪威特伦德拉格郡的市镇，行政中心为奥康厄尔镇。市镇面积为1,906.28平方公里，2023年时人口数量为18,690人。
该市镇成立于2020年1月1日，由原阿格德內斯、奧克達爾、梅爾達爾三个市镇及斯尼爾菲尤爾市镇的大部分区域合并而成。该市镇的名字来源于当地的奥克拉河及该河流流经的奥克拉河谷。在1920至1963年间曾存在过同名市镇，其范围为更大的现今同名市镇的一部分。